# Bethlen Oszkár
Bethlen Oszkár, 1877-ig Bettelheim Oszkár (Sopron, 1876. február 2. – Budapest, 1943. május 31.) újságíró, lapszerkesztő.

## Életútja
Bethlen (Bettelheim) Soma (1845–1910) biztosítóintézeti titkár és Oppenheim Regina (1848–1922) fiaként született. Középiskolai tanulmányait a Pannonhalmi Szent-Benedek-rend Soproni Katolikus Főgimnáziumában (1885–1893) végezte, majd a Budapesti Tudományegyetem Jog- és Államtudományi Karának hallgatója lett, ahol megszerezte jogi oklevelét. A Kolozsvári Magyar Királyi Ferenc József Tudományegyetemen letette a jogtudományi doktorátust (1900). Mint egyetemi hallgató a Hitbizományok reformja című tanulmányával akadémiai díjat nyert. Hírlapírói pályáját 1898-ban kezdte az Egyetértésnél, ahol két évig dolgozott. Ezután a Hazánk munkatársa lett. 1904-ben belépett a Pesti Napló kötelékébe és 1912-ig e lap politikai rovatát szerkesztette. 1913-ban megalapította a Déli Hírlap című estilapot. Később ismét a Pesti Napló munkatársa volt. Politikai riportokon, vezércikkeken és szatirikus karcolatokon kívül a Politikai Magyarország című gyűjteményes munkában nagyobb politikai tanulmányokat tett közzé. Állandó munkatársa volt Kiss József hetilapjának, A Hétnek is, amelyben sokáig a Politikai szilánkok című szatirikus rovatot írta.
1912. január 14-én Budapesten, az Erzsébetvárosban házasságot kötött László Arankával (1881–1959), Lebenstein Dávid és Herzfeld Hermin lányával, akitől 1919-ben elvált. 1919. augusztus 8-án Budapesten feleségül vette a nála 14 évvel fiatalabb, újvidéki születésű Lovrekovich Karolinát, Lovrekovich Ferenc és Grgokovich Rozália lányát.